# Фогель, Сеймур
Сеймур Фогель (англ. Seymour Fogel; 1911—1984) — американский художник и педагог.
Его художественные произведения включали в себя искусство социального реализма в начале XX века, абстрактное искусство и экспрессионизм в середине века и трансцендентальное искусство в конце века. Желание экспериментировать привело его к работе с масляными красками, акварелью и акриловыми красками, а также с такими материалами, как стекло, пластик, песок и воск.

## Биография
Родился 24 августа 1911 года в Нью-Йорке в семье Бенджамина Фогеля (Benjamin Fogel) и его жены Лилиан Фогель (Lillian Fogel) — еврейских иммигрантов из Восточной Европы.
Обучался искусству в Лиге студентов-художников в Нью-Йорке в 1929 году и в Национальной академии дизайна с 1929 по 1932 год, где его учителями были такие признанные художники, как Леон Кролл и Джордж Бриджмен. В 1932 году, после окончания Национальной академии, Сеймур был учеником мексиканского монументалиста Диего Риверы, а затем работал над своей скандальной росписью в Рокфеллер-центре в Нью-Йорке. Фогель и Ривера стали близкими друзьями, причем Диего оказал формирующее влияние на Сеймура; он же познакомил Фогеля с техникой масштабной росписи.
К середине 1930-х годов Сеймур Фогель был постоянным членом арт-сообщества Нью-Йорка и познакомился с такими художниками, как Ясуо Куниёси, Александр Брук, Георг Хартманн (Georg Hartmann), Арнольд Бланш, Адольф Ден, Филипп Густон, Бен Шах и Рико Лебрен. В период с 1934 по 1941 год Фогель был приглашен выполнить несколько монументальных работ от Управления общественных работ США под эгидой Федерального художественного проекта, написав фрески в таких местах, как Бруклин (Нью-Йорк), Саффорд (Аризона), Кембридж (Миннесота), Вашингтон (округ Колумбия) и на Всемирной выставке 1939 года в Нью-Йорке. Путешествуя по Соединенным Штатам на поездах в составе Федеральной комиссии по росписи, он создал рисунки простых американцев, которые пострадали от Великой депрессии. В этих работах социального реализма были отображены явления американской жизни от обнищавших городских граждан до сцен линчевания на Американском Юге.
В 1946 году Сеймур Фогель переехал в Остин, штат Техас, где он получил должность преподавателя в Техасском университете в Остине. Стал неотъемлемой частью движения техасского модернизма вместе с такими художниками, как Келли Фейринг (Kelly Fearing) и Чарльз Умлауф. В Техасе он выполнил первую в штате абстрактную роспись в банке American National Bank (1954), которая была признана журналом Time как одно из самых значительных произведений года в корпоративном искусстве. Затем он расписал центр Baptist Student Center в Техасском университет (1949), банк First National Bank в Уэйко (1955), церковь First Christian Church (1956) и клуб Petroleum Club (1950) в Хьюстоне. Впервые в своих настенных росписях он использовал тетраэтоксисилан.

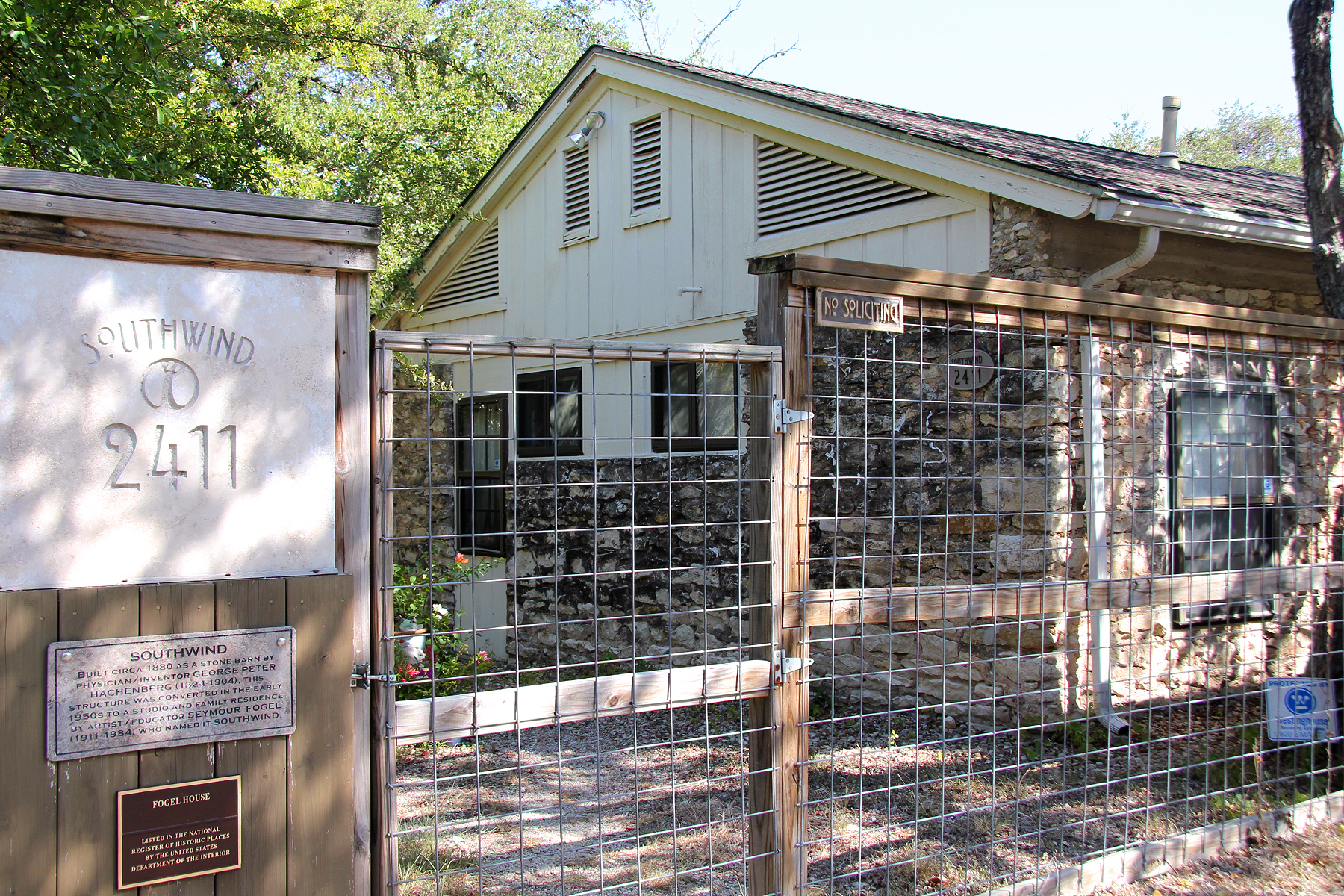
Дом «Southwind»

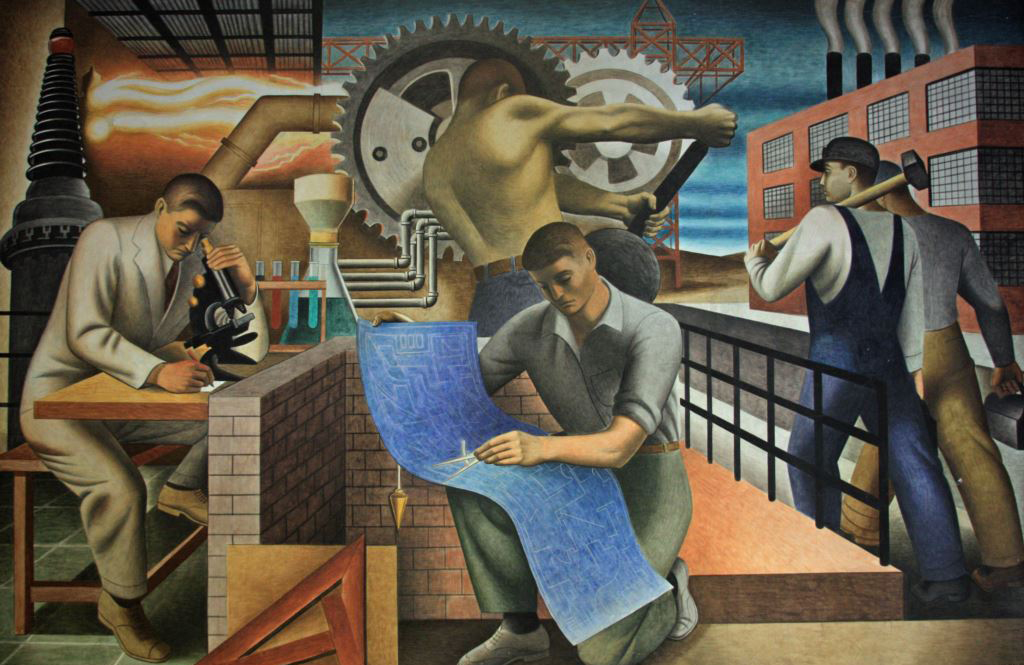
Работа «The Wealth of the Nation» Сеймура Фогеля

В 1953 году Фогель перестроил купленный им деревенский сарай XIX века в Южном Остине в дом в стиле ранчо архитектуры Usonia. 2 апреля 2003 года Дом Сеймура и Барбары Фогель, который Фогель называл «Southwind», был включен в Национальный реестр исторических мест США (за его уникальную архитектуру и конструкцию).
В 1959 году художник вернулся в Нью-Йорк, где содержал студию и основал свою резиденцию сначала в Уэстпорте, а затем в Уэстоне, штат Коннектикут. В этоn период своего творчества он начал экспериментировать с текстурированием своих картин такими материалами, как парафин, ткань, дерево и песок. В Нью-Йорке он создал искусство трансцендентализма, которое назвал «атавистическим». Ему были заказаны росписи здания U.S. Federal Building в Форт-Уэрте, штат Техас (1966), башни Hoffman La Roche Corporate Tower в Натли, штат Нью-Джерси (1964), школы Public School 306 в Бруклине, Нью-Йорк (1967) и здания U.S. Federal Customs Building на площади Фоли в Нью-Йорке (1968). На последнем этапе своего настенного творчества он использовал в качестве главного художественного средства мозаику.
В 1974 году Сеймур Фогель перенес свою студию из Нью-Йорка в резиденцию в Уэстоне и в последнее десятилетие своей жизни полностью сосредоточился на атавистическом искусстве в самых разных формах: картинах, рисунках, коллажах, а также окрашенных и необработанных деревянных конструкциях.
Его произведения экспонировались во многих музеях и галереях Соединённых Штатов. Работы Сеймура Фогеля находятся в многочисленных музейных коллекциях, в том числе в Музее Хиршхорн и саду скульптур, Музее изящных искусств в Хьюстоне, Музее искусств Далласа, Музее американского искусства Уитни, Метрополитен-музее и других.
Умер 4 декабря 1984 года в городе Уэстон, штат Коннектикут. У него остался сын Джаред Фогель (Jared Fogel). В 2009 году он и доктор Роберт Стивенс (Robert Stevens) из Техасского университета в Тайлере создали документальный фильм «Crying Out in Protest: The Formative Years of the Art of Seymour Fogel».
Был женат на Барбаре Фогель Кларк (Barbara Fogel Clark, 1914—1980).